# Windows HPC Server 2008
Windows HPC Server 2008, von Microsoft am 22. September 2008 veröffentlicht, ist das Nachfolgeprodukt von Windows Compute Cluster Server 2003. Wie WCCS wurde auch Windows HPC Server 2008 für High-End-Anwendungen entwickelt, die Hochleistungs-Rechencluster erfordern (HPC steht für High Performance Computing). Diese Version der Serversoftware soll effizient auf Tausende von Kernen skalieren. Sie enthält Funktionen, die für HPC-Arbeitslasten einzigartig sind: ein neues Hochgeschwindigkeits-NetworkDirect-RDMA, hocheffiziente und skalierbare Cluster-Verwaltungstools, einen SOA-Job-Scheduler (serviceorientierte Architektur), eine MPI-Bibliothek, die auf dem Open-Source-Programm MPICH2 basiert, und Cluster-Interoperabilität durch Standards wie die HPCBP-Spezifikation (High Performance Computing Basic Profile) des Open Grid Forum (OGF).

## Leistung
Im Juni 2008 belegte ein System, das in Zusammenarbeit mit dem National Center for Supercomputing Applications (NCSA) und Microsoft gebaut wurde, mit einer LINPACK-Leistung von 68,5 Teraflops Platz 23 auf der TOP500-Liste, einer Rangliste der schnellsten Supercomputer der Welt. Der NCSA-Supercomputer verwendet sowohl Windows Server HPC als auch Red Hat Enterprise Linux 4. Im November 2011 war dieser Rang auf Platz 253 gefallen. Seitdem sind alle Windows-Computer aus der TOP500-Liste verschwunden, und Linux hat alle anderen Betriebssysteme auf der Liste ersetzt.
In der von TOP500 veröffentlichten Rangliste vom November 2008 erreichte ein vom Shanghai Supercomputer Center gebautes Windows-HPC-System eine Spitzenleistung von 180,6 Teraflops und belegte Platz 11 der Liste. Im Juni 2015 war dies der letzte auf der Liste verbliebene Windows-Rechner (er fiel später aus der Liste), der dann auf Platz 436 landete und es nur knapp in die TOP500 schaffte (Windows Azure fiel früher aus der Liste).

## Windows HPC Server 2008 R2
Windows HPC Server 2008 R2, basierend auf Windows Server 2008 R2, wurde am 20. September 2010 veröffentlicht.